# 모스크바현

모스크바현의 문장

모스크바현의 지도

모스크바현(러시아어: Московская губерния)은 1708년부터 1929년까지 존재했던 러시아 제국의 현으로 현도는 모스크바이며 면적은 33,000km2, 인구는 2,430,581명(1897년 당시 기준)이다. 현재의 러시아 모스크바주에 걸쳐 있었다.